# The Bible Translator
The Bible Translator è una rivista accademica quadrimestrale in lingua inglese, sottoposta a revisione paritaria, specializzata nella teoria e pratica della traduzione biblica.

## Storia
Fu fondata nel 1950 come rivista trimestrale, pubblicata in due serie: 
- Technical Papers in stampa a gennaio e luglio,
- Practical Papers, ad aprile e ottobre.

A partire dal numero di aprile 2013 viene pubblicata tre volte l'anno, in un'unica serie contenente articoli sia teorici che pratici
La rivista aderisce al Committee on Publication Ethics. il sito ospita un forum che dà voce ad una vasta comunità di studenti, traduttori e accademici.
The Bible Translator è indicizzata da CSA, Atla Religion Database, Emerging Sources Citation Index. L'editore è SAGE Publishing.